# Sasko-meiningenské vévodství
Sasko-meiningenské vévodství (německy Herzogtum Sachsen-Meiningen), zkráceně Sasko-Meiningensko (Sachsen-Meiningen), bylo jedno z tzv. ernestinských vévodství v dnešní spolkové zemi Durynsko, jež vzniklo roku 1680 z důvodu rozdělení vévodství Sasko-Gothajského mezi syny vévody Arnošta I. „Pobožného“ Sasko-Gothajsko-Altenburského (1601–1675).
Roku 1826 (po vymření sasko-gothajské větve Wettinů) k němu byla připojena území Hildburghausen a Saalfeld. V souvislosti s prohrou Německa v první světové válce a revolučními náladami ve společnosti byl poslední vévoda nucen 10. listopadu 1918 abdikovat a na území bývalého vévodství byl vyhlášen Svobodný stát Sasko-Meiningensko.

## Seznam vévodů Sasko-Meiningenských

### 1681–1826
- 1681–1706 – Bernard I. (1649–1706), syn Arnošta I. Sasko-Gothajského
- 1706–1724 – Arnošt Ludvík I. (1672–1724), syn Bernarda I.
  - 1724–1733 – Bedřich Vilém a Anton Oldřich (jako zástupci), synové Bernarda I., namísto Arnošta Ludvíka II. (1709–1729) a Karla Bedřicha, synů Arnošta Ludvíka I.
- 1733–1743 – Karel Bedřich (1712–1743), syn Arnošta Ludvíka I.
- 1743–1746 – Bedřich Vilém (1679–1746), společně se svým bratrem Antonínem Oldřichem
- 1746–1763 – Antonín Oldřich (1687–1763), syn Bernarda I.
  - 1763–1779 – Šarlota Amálie Hesensko-Philippsthalská (jako zástupce), 2. manželka Antonína Oldřicha, namísto a v letech 1775–1779 ve společném regentství syna Karla Viléma
- 1763/79–1782 – Karel Vilém August (1754–1782) společně s bratrem Jiřím, syn Antonína Oldřicha
- 1782–1803 – Jiří I. (1761–1803), syn Antonína Oldřicha
  - 1803–1822 – Luisa Eleonora z Hohenlohe-Langenburgu (jako zástupce), manželka Jiřího I., namísto syna Bernarda II.
- 1803/22–1826 – Bernard II. (1800–1882), syn Jiřího I.

### 1826–1918
- 1826–1866 – Bernard II. (1800–1882)
- 1866–1914 – Jiří II. (1826–1914), syn Bernarda II.
- 1914–1918 – Bernard III. (1851–1928), syn Jiřího II.

## Další údaje

Velký znak Sasko-meiningenského vévodství

Velká města nad 5 000 obyvatel (1910):
| město          | počet obyvatel k 1. 12. 1910 |
| -------------- | ---------------------------- |
| Meiningen      | 17 131                       |
| Sonneberg      | 15 878                       |
| Saalfeld       | 14 347                       |
| Pößneck        | 12 430                       |
| Hildburghausen | 7 708                        |
| Steinach       | 7 557                        |
| Lauscha        | 5 821                        |
| Bad Salzungen  | 5 134                        |